# Mark Sochatsky
Mark Sochatsky (* 17. August 1962 in Sherwood Park, Alberta) ist ein ehemaliger deutsch-kanadischer Eishockeyspieler, der unter anderem für den Schwenninger ERC, ECD Iserlohn und BSC Preussen in der Bundesliga aktiv war.

## Karriere
Mark Sochatsky begann seine Karriere in nordamerikanischen Juniorenligen. Schon in der Saison 1979/80 fiel er als Topscorer der Merritt Centennials in der British Columbia Hockey League (BCHL) auf. Ab 1980 spielte er dann auf höchstem Nachwuchsniveau in der Western Hockey League (WHL). Bei den nur knapp zwei Jahre lang existierenden Spokane Flyers ist er mit 50 Treffern und 93 Assists der Rekordtorschütze, -vorlagengeber und -scorer der Franchisegeschichte. Die Spielzeit 1981/82 verbrachte er bei vier unterschiedlichen Mannschaften: Nach dem Saisonstart mit den Flyers wechselte er zu den Calgary Wranglers, die ihn im Januar 1982 im Tausch mit Barry Brigley an die Kamloops Junior Oilers abgaben. Nach nur drei Spielen wechselte er anschließend zu den Medicine Hat Tigers.
Im Jahr 1982 kam Sochatsky für eine Profikarriere nach Deutschland, wo er als Deutschkanadier keine Ausländerstelle belegte. Beim Königsborner SV in der Oberliga traf der damals 20 Jahre alte Center nach Belieben: In 35 Hauptrundenspielen der Saison 1982/83 erzielte er 116 Treffer. Ab 1984 spielte er in der Bundesliga. Nach einem Jahr beim Schwenninger ERC kam er zum ECD Iserlohn, für den er von 1985 bis 1987 aufs Eis ging. Nach einer Spielzeit beim BSC Preussen beendete er seine Karriere im Jahr 1988 im Alter von 25 Jahren.

## Karrierestatistik
(Legende zur Spielerstatistik: Sp oder GP = absolvierte Spiele; T oder G = erzielte Tore; V oder A = erzielte Assists; Pkt oder Pts = erzielte Scorerpunkte; SM oder PIM = erhaltene Strafminuten; +/− = Plus/Minus-Bilanz; PP = erzielte Überzahltore; SH = erzielte Unterzahltore; GW = erzielte Siegtore; 1 Play-downs/Relegation; Kursiv: Statistik nicht vollständig)